# Eutane triplagata
Eutane triplagata là một loài bướm đêm thuộc phân họ Arctiinae, họ Erebidae.